# Afasia transcortical motora
La afasia transcortical motora (ATM) también conocida como disfasia comisura o disfasia de materia blanca, resulta de un daño en el lóbulo frontal anterior superior del hemisferio dominante para el lenguaje. Este daño suele ser causado por un accidente cerebrovascular (ACV). La ATM generalmente se caracteriza por una producción reducida del habla, como resultado de la disfunción en la región cerebral afectada. El hemisferio izquierdo suele ser responsable de las funciones del lenguaje, aunque se ha demostrado que las personas zurdas pueden usar ya sea el hemisferio izquierdo o derecho, dependiendo del individuo. Los lóbulos frontales anteriores del hemisferio dominante para el lenguaje son esenciales para iniciar y mantener el habla. Por esto, las personas con ATM suelen tener dificultad para iniciar y mantener conversaciones.
El daño en la región de irrigación terminal no afecta directamente las áreas del cerebro responsables de la producción o comprensión del lenguaje; en cambio, aísla estas áreas del resto del cerebro. Si hay daño en el lóbulo frontal, a menudo se ven afectadas las funciones ejecutivas relacionadas con el uso del lenguaje. Estas funciones incluyen activar respuestas lingüísticas, controlar la sintaxis (gramática) y elaborar discursos narrativos. Las dificultades en estas áreas pueden causar problemas adicionales, como formar oraciones complejas, escoger palabras apropiadas o iniciar el habla en una conversación.
La magnitud y la ubicación del daño cerebral afectarán el grado y tipo de características del lenguaje (es decir, un daño profundo en el lóbulo frontal o en múltiples regiones deteriorará gravemente el lenguaje). La hemiparesia derecha, o parálisis del lado derecho, puede coincidir con la ATM si la lesión en el lóbulo frontal anterior es lo suficientemente grande y se extiende hacia el lóbulo frontal posterior.
Hay algunas otras formas de afasia que tienen relación con la ATM. Por ejemplo, la afasia adinámica es una forma caracterizada por un habla escasa, como resultado de disfunciones ejecutivas en el lóbulo frontal. Otra forma relacionada es la afasia dinámica, en la que los pacientes tienen dificultad para combinar elementos lingüísticos (trastorno de contigüidad), especialmente al secuenciar frases completas (más que a nivel de fonemas o palabras, como en otras afasias).

## Síntomas y signos
La ATM se clasifica como una afasia no fluente, caracterizada por una producción de habla significativamente reducida, pero con buena comprensión auditiva. Las habilidades de comprensión auditiva se mantienen intactas porque el fascículo arqueado y el área de Wernicke no están afectados.
Los individuos con este trastorno muestran buenas habilidades de repetición y pueden repetir frases largas y complejas de manera fluida y sin errores. Sin embargo, el habla espontánea a menudo presenta parafasias (una amplia categoría de errores del habla causados por la afasia).
A pesar de algunas fortalezas comunicativas, las personas con ATM suelen ser los interlocutores. Debido al daño en el lóbulo frontal superior anterior, tienen dificultades para iniciar y mantener conversaciones, lo que resulta en una producción de habla reducida. Una persona que lo padece, en raras ocasiones puede producir enunciados y generalmente permanecer en silencio. Los enunciados que logran producir suelen ser de solo una o dos palabras. Sin embargo, en interacciones más estructuradas y predecibles, estas personas tienden a responder de manera más fluida y rápida. Además, estos individuos se caracterizan por su atención y cooperación, y a menudo se les describe como orientados a las tareas.

## Causas
La neuroimagen ha demostrado que la ATM normalmente es causada por un infarto en el lóbulo frontal superior anterior en el área perisilviana del hemisferio izquierdo, o el hemisferio dominante del lenguaje. El lóbulo frontal superior anterior es conocido como la corteza prefrontal, la cual es responsable de la iniciación e ideación del habla verbal. Este daño deja intactas las principales redes del lenguaje, como las áreas de Broca y Wernicke, y el fascículo arcuato. La lesión cerebral puede ser resultado de un accidente cerebrovascular causado por una obstrucción de la arteria cerebral anterior izquierda, tumores cerebrales, traumatismo craneoencefálico o trastornos neurológicos progresivos.

## Diagnóstico
La ATM es diagnosticada por el médico remitente y el terapeuta del habla y lenguaje (SLP, por sus siglas en inglés). El signo general es un habla no fluida, reducida, con ecos fragmentados y perseverativa, con vacilaciones y pausas frecuentes. Los individuos que lo padecen también tienen dificultades para iniciar y mantener la conversación. Sin embargo, la articulación del habla y la comprensión auditiva se mantienen normales. El signo distintivo es la repetición intacta a pesar de estos signos y síntomas.
La ATM, o cualquier otro tipo de afasia, es identificada a través de un proceso de evaluación preliminar y pruebas específicas. La evaluación preliminar puede ser realizada por un SLP u otro profesional cuando se sospecha presencia de afasia. La evaluación preliminar no diagnostica la afasia, sino que indica la necesidad de una evaluación más exhaustiva. Una evaluación preliminar normalmente evalúa las funciones oromotoras, las habilidades de producción del habla, la comprensión, el uso del lenguaje oral y escrito, la comunicación cognitiva, la deglución y la audición. Tanto la evaluación preliminar y las pruebas específicas que se llevan a cabo deben ser sensibles a las diferencias lingüísticas y culturales del paciente. Si en la evaluación preliminar se observan signos de afasia, se recomendará realizar una evaluación integral. Siguiendo las pautas de la Asociación Americana del Habla-Lenguaje-Audición (ASHA) y de la Organización Mundial de la Salud (OMS), así como el marco de Clasificación Internacional del Funcionamiento, la Discapacidad y la Salud (CIF), la evaluación integral abarca no solo el habla y el lenguaje, sino también alteraciones en la estructura y función corporal, déficits comórbidos, limitaciones en la actividad y participación, y factores contextuales (ambientales y personales).
La evaluación puede ser estática (funcionamiento actual) o dinámica (en curso), y las herramientas utilizadas pueden ser estandarizadas o no estandarizadas. Normalmente, la evaluación incluye la recopilación de una historia clínica, un reporte que refiere el mismo paciente, un examen oromotor, la evaluación del lenguaje expresivo y receptivo tanto hablado como escrito y la identificación de facilitadores y barreras para el éxito comunicativo del paciente. A partir de esta evaluación, el SLP determinará el tipo de afasia, las fortalezas y debilidades comunicativas del paciente y cómo su diagnóstico podría afectar su calidad de vida.

## Tratamiento
El tratamiento para todos los tipos de afasia, incluida la afasia transcortical motora, generalmente es proporcionado por un patólogo del habla y lenguaje (SLP, por sus siglas en inglés). El SLP elige tareas y metas terapéuticas específicas basadas en las habilidades y necesidades de habla y lenguaje del individuo. En general, para las personas con ATM el tratamiento debe aprovechar sus fuertes habilidades de comprensión auditiva y repetición, y abordar la reducción de la producción verbal del individuo, así como las dificultades para iniciar y mantener una conversación. Investigaciones recientes sobre el tratamiento de la afasia están mostrando el beneficio del Enfoque de Participación en la Vida para la Afasia (LPAA, por sus siglas en inglés), en el que las metas se escriben en función de las habilidades que el paciente necesita para participar en situaciones específicas de la vida real (por ejemplo, comunicarse efectivamente con enfermeras o conseguir empleo). Según las necesidades específicas del paciente, los SLP pueden proporcionar una variedad de actividades terapéuticas.
Para mejorar la recuperación de palabras y las dificultades para iniciar el habla, los clínicos pueden usar naming confrontacional, en el que se le pide al paciente nombrar varios objetos o imágenes. Dependiendo de la gravedad, también pueden usar tareas de completamiento de oraciones, en las que el clínico dice oraciones con la palabra final faltante y se espera que el paciente complete el espacio en blanco. Investigaciones limitadas sugieren que el movimiento no simbólico de los miembros en el lado izquierdo (por ejemplo, golpear la mano izquierda sobre la mesa) durante la producción de oraciones puede aumentar las iniciaciones verbales. El uso del brazo izquierdo en el espacio izquierdo estimula los mecanismos de iniciación en el hemisferio derecho del cerebro, lo que también puede ser utilizado para el lenguaje, permitiendo que los individuos produzcan oraciones más gramaticales con mayor fluidez e iniciación verbal.
Para aumentar la producción del habla, el clínico puede proporcionar un conjunto de imágenes e incitar al paciente a describir o elaborar los eventos representados. El clínico también puede proporcionar palabras habladas o escritas e incitar al paciente a usarlas en una oración. Además, el clínico puede hacer preguntas basadas en las experiencias, opiniones o conocimientos generales del paciente e incitar al paciente a responder con frases u oraciones. Para trabajar en un habla más conectada, el clínico puede pedirle al paciente que describa procedimientos como hacer un sándwich o lavar la ropa. Un estudio encontró que el entrenamiento de sintaxis, en el que se elicitan construcciones de oraciones en una jerarquía de dificultad, produjo avances en enunciados gramaticalmente completos y enunciados que comunicaban con éxito información nueva y precisa.
Para mejorar las habilidades conversacionales, los SLP pueden involucrar al paciente en conversaciones estructuradas, en las que se proporcionen apoyos para ayudar al paciente a tomar turnos conversacionales apropiados, mantener el tema de la conversación y formular oraciones adecuadas. Los clínicos a menudo necesitan proporcionar directrices pragmáticas para que las respuestas del paciente vayan más allá de la solicitud del clínico y así evitar que el clínico hable la mayor parte del tiempo. La investigación muestra que la terapia conversacional puede mejorar el porcentaje de enunciados complejos, la eficiencia de los enunciados para expresar ideas y el tiempo total dedicado a hablar, en comparación con la terapia de estimulación más tradicional.
Para mejorar las habilidades de comunicación funcional del paciente en sus entornos naturales, el SLP proporcionará estrategias y técnicas para mejorar su éxito en los entornos comunicativos (es decir, complementar el habla con comunicación no verbal). La investigación respalda el uso de la terapia de sintaxis reducida para ayudar a los pacientes a superar el habla no fluida y la agrafia que a menudo ocurre con ATM. Debido a que la agrafia inhibe la capacidad del paciente para formar oraciones gramaticalmente correctas, este tipo de tratamiento consiste en reducir estos déficits ágrafos y enseñar al paciente a simplificar las estructuras lingüísticas sin dejar de transmitir el mensaje para que el lenguaje utilizado sea más productivo en la conversación.
Además, pueden entrenar a los compañeros de comunicación del paciente para apoyar sus habilidades conversacionales facilitando el uso de funciones cognitivas y sociales preservadas. La investigación respalda el uso de varios programas de entrenamiento para compañeros, como Conversación Apoyada para Adultos con Afasia del Aphasia Institute. En este programa, el enfoque se pone en reconocer la competencia del paciente y ayudarle a revelar esa competencia. Las estrategias incluyen decir "Sé que sabes" cuando sea apropiado, usar gestos para complementar los mensajes, limitar el ruido de fondo y dar tiempo suficiente para la respuesta.
Desde una perspectiva neurocientífica, la investigación ha encontrado que un agonista de la dopamina, la bromocriptina, tomada por vía oral, ha proporcionado resultados positivos durante la intervención para tipos no fluidos de afasia, como afasia adinámica. Los estudios han encontrado que la bromocriptina aumentó las redes neuronales que ayudan con la iniciación del habla en individuos que poseen características no fluidas en su habla.
Para aprovechar la neuroplasticidad en el tratamiento de todos los tipos de afasia, se debe tener en cuenta el tiempo, la intensidad, la duración y la repetición del tratamiento. La investigación ha encontrado que el tratamiento de afasia iniciado durante la fase aguda posterior a la lesión es más efectivo en comparación con el tratamiento iniciado en la fase crónica. En cuanto a la intensidad y la duración del tratamiento, los estudios reportaron que la máxima recuperación ocurrió con una terapia intensiva semanal (aproximadamente 8 horas por semana) durante un período de 2 a 3 meses. Otras investigaciones muestran que la terapia distribuida puede ser más beneficiosa que la terapia de alta intensidad. Se necesita más investigación para determinar cuál es la mejor opción, pero podría encontrarse que la duración e intensidad ideales del tratamiento son variables dependiendo del paciente y sus necesidades.

## Pronóstico
En relación con otros tipos de afasia, la afasia transcortical motora ocurre con menos frecuencia, por lo que hay menos información sobre su pronóstico. En general, para las personas con afasia, la mayoría de la recuperación se observa dentro de los primeros 6 meses después del accidente cerebrovascular o lesión, aunque puede continuar más recuperación en los meses o años siguientes. La línea de tiempo de la recuperación puede variar dependiendo del tipo de accidente cerebrovascular que causó la afasia. Con un accidente cerebrovascular isquémico, la recuperación es mayor en las primeras dos semanas y luego disminuye con el tiempo hasta que el progreso se estabiliza. Con un accidente cerebrovascular hemorrágico, el paciente a menudo muestra poca mejoría en las primeras semanas y luego tiene una recuperación relativamente rápida hasta que se estabiliza.
En un estudio que involucró a ocho pacientes con lesiones en la zona de la frontera, todos los pacientes presentaron afasia mixta transcortical inicialmente después del accidente cerebrovascular. Tres de estos pacientes lograron una recuperación completa dentro de unos días después del accidente cerebrovascular. Para otros tres pacientes con lesiones más anteriores, su afasia pasó a ser ATM. Todos los participantes en el estudio recuperaron completamente sus habilidades lingüísticas dentro de los 18 meses posteriores al accidente cerebrovascular. Esto sugiere un pronóstico a largo plazo positivo para quien lo padece. Sin embargo, esto podría no ser el caso para todos los pacientes, y se necesita más investigación para confirmar estos hallazgos. Otro estudio encontró que el pronóstico se ve afectado por el tamaño de la lesión. Las lesiones más pequeñas típicamente causan retrasos en la iniciación del habla, mientras que las lesiones más grandes provocan anormalidades lingüísticas más graves y dificultad con las habilidades lingüísticas abstractas.
La investigación ha demostrado que el tratamiento tiene un efecto directo en los resultados de la afasia. La intensidad, la duración y el momento del tratamiento deben tenerse en cuenta al elegir un curso de tratamiento y determinar un pronóstico. En general, una mayor intensidad conduce a una mayor mejora. En cuanto a la duración, el tratamiento a largo plazo produce cambios más permanentes. En cuanto al momento, comenzar el tratamiento demasiado pronto puede ser difícil para el sistema que no se ha recuperado lo suficiente para hacer una terapia intensiva, pero comenzar demasiado tarde puede resultar en perder la ventana de oportunidad en la que se puede lograr el mayor cambio. La neuroplasticidad, la capacidad natural del cerebro para reorganizarse después de un evento traumático ocurre mejor cuando el tratamiento conecta eventos simultáneos, mantiene la atención, aprovecha las emociones positivas, utiliza tareas de repetición y es específico para las necesidades del individuo.
Otros factores que afectan el pronóstico incluyen la ubicación y el sitio de la lesión. Dado que la lesión que resulta en ATM generalmente ocurre en el área de la frontera y no involucra directamente las áreas del cerebro responsables de las habilidades lingüísticas generales, el pronóstico para estos pacientes es en general bueno. Además, algunos factores que determinan el pronóstico de un paciente incluyen la edad, la educación previa al accidente cerebrovascular, el género, la motivación y el apoyo.